# Brändö
Brändö is een archipel en gelijknamige gemeente die deel uitmaakt van de Finse autonome eilandengroep Åland, gelegen in de Oostzee. Het is de meest noordelijke en oostelijke gemeente van Åland. Aan de westzijde grenst ze aan Kumlinge en aan de oostzijde aan de Finse eilandengroepen Kustavi, Iniö en Houtskär.
De gemeente heeft een totaal landoppervlak van 108,18 km² en een zeeoppervlak van 1.539 km². Brändö telt 450 inwoners (2022). De bevolking is – net als in de rest van Åland – Zweedstalig.
De kern van Brändö bestaat uit een lang noord-zuidwaarts gelegen lint van eilanden. Daaromheen liggen ongeveer 1200 kleinere eilanden en scheren.
Slechts enkele eilanden van deze archipel zijn bewoond, zij het meestal met maar enkele huizen. Van noord naar zuid zijn dat: Jurmo, Åva, Björnholma, Brändö, Baggholma, Torsholma, Lappo, Asterholma en de noordwestelijk daarvan gelegen eilanden Fiskö en Korsö. Het eiland Björkö ligt ook in deze archipel maar behoort bestuurlijk tot de buurgemeente Kumlinge.
Op het centraal gelegen eiland Brändö, dat overigens niet het grootste eiland van de archipel is, ligt het gelijknamige dorpje, waar een winkel, een postkantoortje annex bank, een sporthal en een basisschool te vinden zijn. Ook op Lappo zijn enkele voorzieningen aanwezig.

## Verkeer
- Aan de noordpunt van Brändö is een frequente veerverbinding met het Finse Kustavi; aan de zuidkant is een veerverbinding (driemaal daags, van Ålandstrafiken) met Kumlinge en de verder westwaarts gelegen delen van Åland.
- Er is geen busvervoer, wel rijden er (gratis) taxi's.
- De meeste grotere eilanden van Brändö zijn onderling verbonden door een netwerk van dijken en bruggetjes. Er zijn uitstekende asfaltwegen; de kleinere wegen naar huisjes aan de kust zijn gravelwegen.

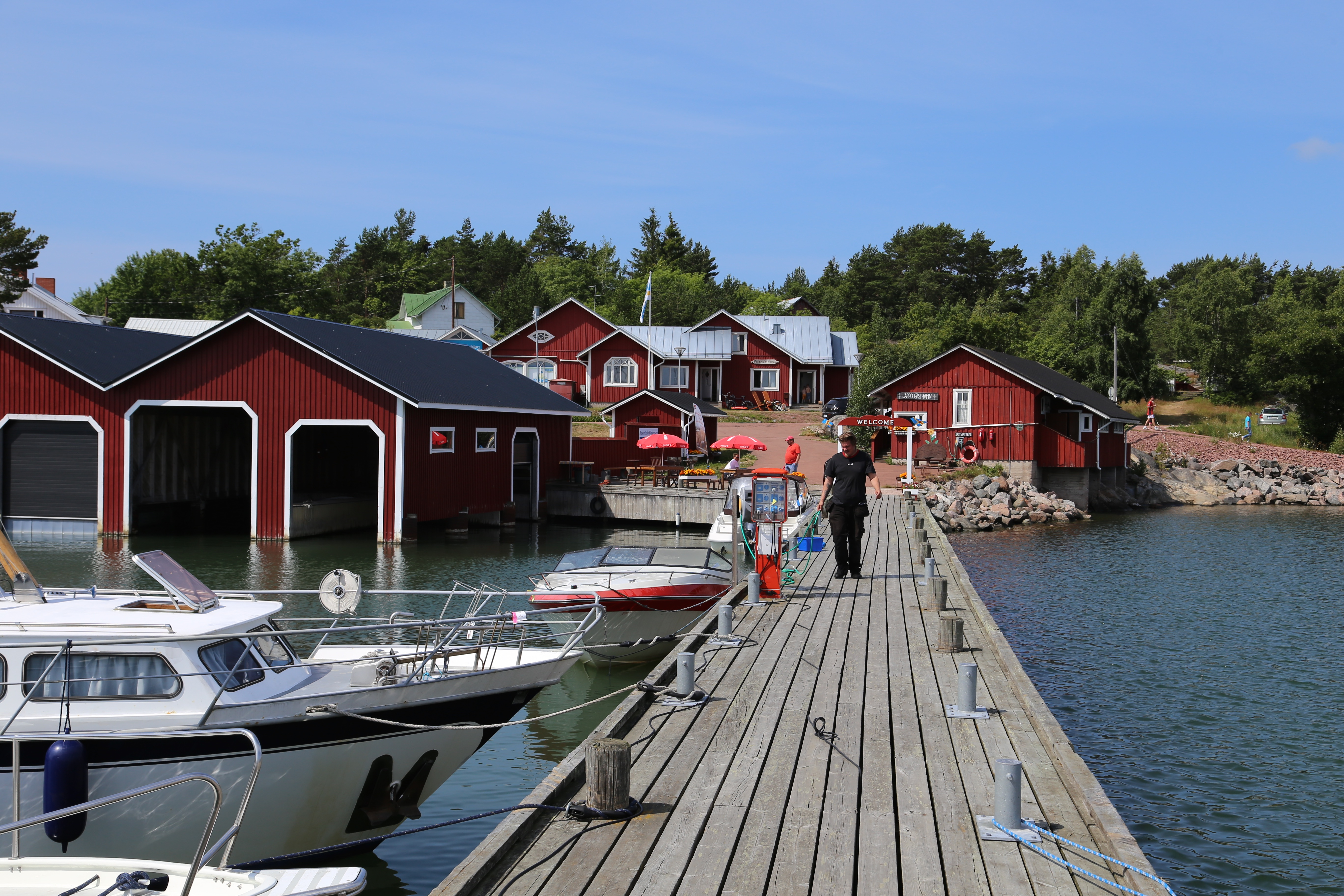
Het haventje van Lappo

## Bezienswaardigheden
- Op Lappo is een streekmuseum, met een collectie traditionele houten vissersboten en jachtgereedschap. Er is ook een smederij.
- Op Jurmo is een winkeltje, een klein visserijmuseum en een restaurant/hotel en er lopen Schotse hooglanders rond. Er kan gewandeld worden en er is een uitkijktoren.
- Verspreid op Brändö bevinden zich meer dan 350 vakantiehuisjes. Ondanks dat grote aantal komt het toch neer op slechts één huisje per 5 km kustlijn.
- Gravstensgrund: dit eilandje ligt net op de gemeentegrens in het gebied van Kumlinge.

## Geologie

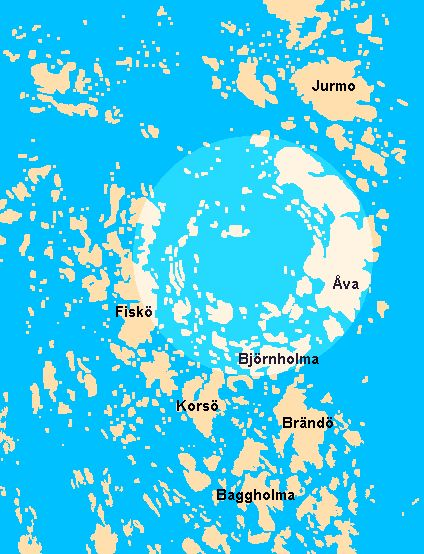
De Åva-ring

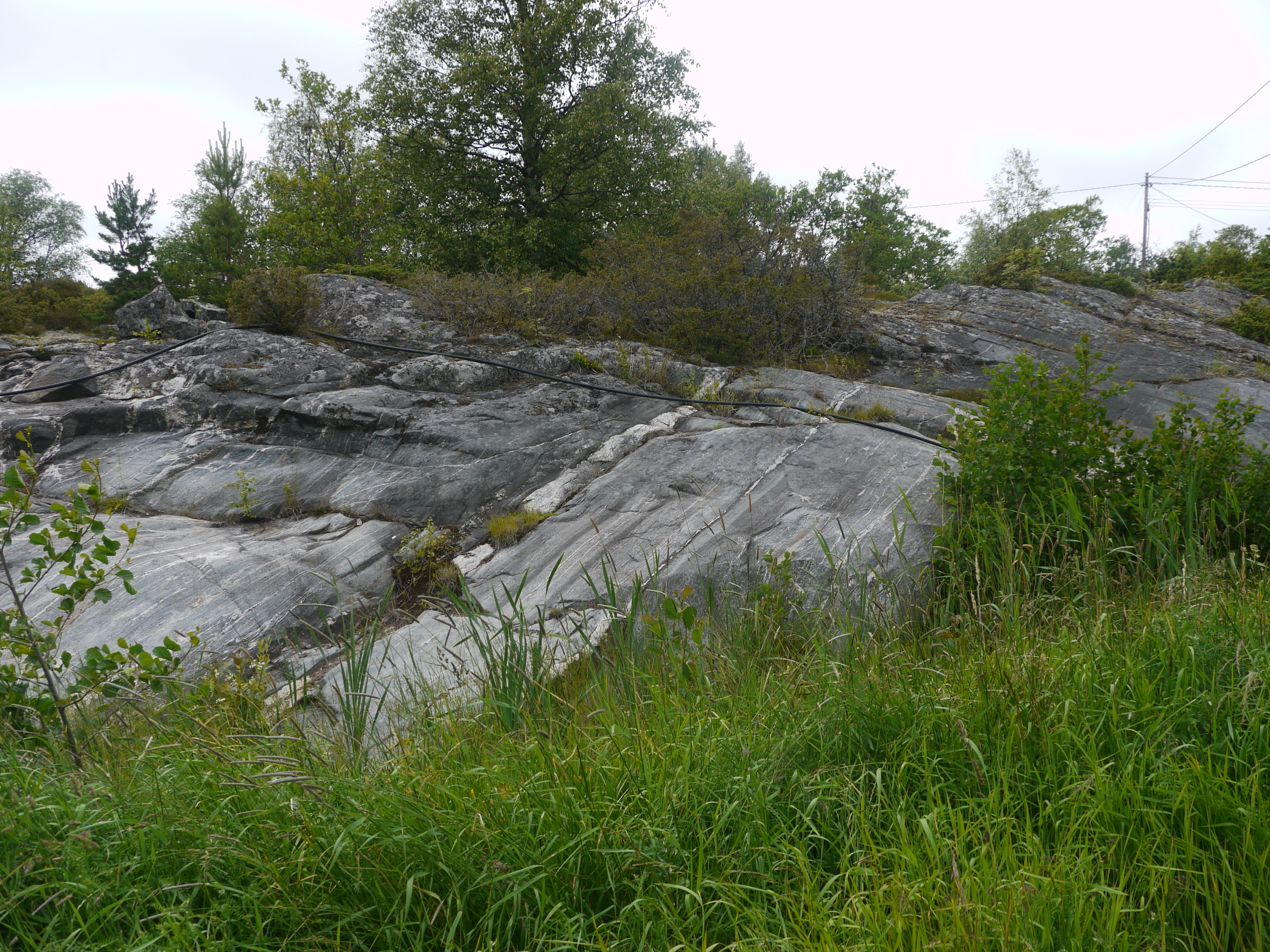
Dikes op het eiland Korsö

Aan de noordzijde van Brändö, ingeklemd tussen de eilanden Bolmö, Åva, Björnholma, Korsö, Ramsö en Fiskö ligt Ängskärsfjärden: een water met daaromheen een cirkelvormige structuur van 7 km doorsnee die eenvoudig op de kaart te herkennen valt: de Åva-ring. Men dacht vroeger dat het een inslagkrater van een meteoriet was, maar het is een 1,8 miljard jaar oude vulkaan die nooit uitgebarsten is; een dome, ontstaan door intrusie boven een (inmiddels allang uitgedoofde) magmakamer. De ring had oorspronkelijk de structuur van een toverbal, met honderden verschillende granietlagen. De bovenkant van deze bal is tijdens de ijstijden afgesleten, waardoor er een stelsel van honderden 40–100 cm dikke dikes zichtbaar is geworden, die vooral te zien zijn op het eiland Korsö. Vanaf hier tot aan het Russische Ladogameer liggen in een 600 km lange gordel nog vele van deze structuren. 30 km naar het zuidoosten, tussen Iniö en Houtskär, is een vergelijkbare ring op de kaart herkenbaar (Mossala fjärden). Andere liggen grotendeels onder water (zoals één ten zuidwesten van Lemland en één tussen Mosshaga, Sottunga en Föglö), zijn om een andere reden wat lastig herkenbaar (zoals de intrusie die half op het eiland Seglinge ligt) of liggen geheel in het binnenland en daardoor minder eenvoudig op een landkaart te herkennen.